# آن کس که به دست جام دارد
غزلی با مطلعِ «آن کس که به دست جام دارد» غزل شمارهٔ ۱۱۸ از دیوانِ حافظ در تصحیحِ محمد قزوینی و قاسم غنی است.

## در دیگر آثار هنری
بیت‌هایی از این غزل برروی سه جام مختلف نقش بسته‌است. اثر اول، جامی مسی مربوط به سدهٔ ۹–۱۰ ه‍.ق/۱۵–۱۶ م است که در خراسان حکاکی شده و هم‌اکنون در موزهٔ ویکتوریا و آلبرت نگهداری می‌شود. اثر دوم، جامی برنجی مربوط به سدهٔ ۱۱ ه‍.ق/۱۷ م است که در غرب ایران حکاکی شده و در حال حاضر نیز در موزهٔ ویکتوریا و آلبرت نگهداری می‌شود. اثر سوم نیز جامی مسی می‌باشد که هم‌اکنون در مجموعهٔ خصوصی‌ای در تهران نگهداری می‌شود.